# Englische Cricket-Nationalmannschaft in Südafrika in der Saison 1891/92
Die Tour der englischen Cricket-Nationalmannschaft nach Südafrika in der Saison 1891/92 fand vom 19. bis zum 22. März 1892 statt. Die internationale Cricket-Tour war Bestandteil der Internationalen Cricket-Saison 1891/92 und umfasste drei Tests. England gewann den Test mit einem Innings und 189 Runs.

## Vorgeschichte
England bestritt parallel eine Tour in Australien, für Südafrika war es die erste Tour der Saison. Das letzte Aufeinandertreffen der beiden Mannschaften bei einer Tour fand in der Saison 1888/89 in Südafrika statt.

## Stadien
Das folgende Stadion wurde für die Tour als Austragungsort vorgesehen:
| Stadion                 | Stadt    | Kapazität | Spiele  |
| ----------------------- | -------- | --------- | ------- |
| Newlands Cricket Ground | Kapstadt | 25.000    | 1. Test |

## Kaderlisten
Die Mannschaften benannten die folgenden Kader:
| Test | Test |
| Südafrika | England |
| --- | --- |
| - William Milton (K) - Godfrey Cripps - Charles Fichardt - Barberton Halliwell (wk) - Frank Hearne - Charles Mills - Dante Parkin - Tommy Routledge - Flooi du Toit - Charles Vintcent - Clarence Wimble | - Walter Read (K) - Victor Barton - William Chatterton - J. J. Ferris - Alex Hearne - George Hearne - Jack Hearne - Fred Martin - Billy Murdoch - Dick Pougher - Henry Wood (wk) |

## Tour Matches
Insgesamt bestritt das englische Team auf dieser Tour 20 Spiele, von denen 13 gewonnen werden konnten. Die anderen sieben Spiele konnten kein Ergebnis erzielen, doch war England jeweils im Vorteil. Jedoch waren alle abseits des nachträglich als Test klassifizierten Spiels gegen Mannschaften mit mehr als elf Spielern. Ihr erstes Spiel der Tour bestritten sie am 19. Dezember gegen die Western Province. Nach dem Test spielten sie noch eine weitere Begegnung am 22. März.

## Test in Kapstadt
| 19. – 22. März Scorecard | Kapstadt | Südafrika 97 (58.2) & 83 (49.3)                | – | England 369 (119.2) |
|                          |          | England gewinnt mit einem Innings und 189 Runs |   |                     |

Südafrika gewann den Münzwurf und entschied sich als Schlagmannschaft zu beginnen. Von den Eröffnungs-Battern konnte Frank Hearne 24 Runs erreichen. In der Folge formten Godfrey Cripps und William Milton eine Partnerschaft. Milton schied nach 21 Runs aus und Cripps erreichte 18 Runs, bevor das Innings nach 97 Runs endete. Beste englische Bowler waren J. J. Ferris mit 6 Wickets für 54 Runs und Dick Pougher mit 3 Wickets für 26 Runs. Für England formte Eröffnungs-Batter William Chatterton zusammen mit dem dritten Schlagmann Billy Murdoch eine Partnerschaft. Murdoch schied nach 12 Runs aus und Victor Barton erreichte an der Seite von Chatterton 23 Runs. Nachdem Walter Read ins Spiel gekommen war, endete der Tag beim Stand von 110/5, nachdem Chatterton nach 48 Runs sein Wicket verlor. Nach einem Ruhetag konnte am zweiten Spieltag an der Seite von Read Dick Pougher 17 Runs erreichen, bevor sich Henry Wood etablierte. Read schied dann nach 40 Runs aus und ihm folgten J. J. Ferris mit 16 und Jack Hearne mit 40 Runs, bevor Fred Martin nach 17 Runs das letzte Wicket des Innings verlor. Wood hatte bis dahin ein Century über 134* Runs erreicht und so den Vorsprung auf 273 Runs erhöht. Bester südafrikanischer Bowler war Dante Parkin mit 3 Wickets für 82 Runs. In ihrem zweiten Innings bildete Eröffnungs-Batter Frank Hearne zusammen mit Charles Fichardt eine Partnerschaft. Fichardt schied nach 10 Runs aus und nachdem Charles Mills ins Spiel gekommen war, verlor auch Hearne nach 23 Runs sein Wicket. Der Tag endete dann beim Stand von 48/5. Am dritten Spieltag fand Mills mit William Milton einen weiteren Partner, bevor auch er nach 21 Runs ausschied. Nachdem Milton nach 16 Runs sein Wicket verloren hatte, fiel auch das letzte Wicket des Innings und Südafrika erfuhr damit eine Innings-Niederlage. Bester englischer Bowler war J. J. Ferris mit 7 Wickets für 37 Runs.

## Statistiken
Die folgenden Cricketstatistiken wurden bei dieser Tour erzielt.
| Tests              | Tests      | Tests   | Tests   | Tests   | Tests   | Tests   | Tests   | Tests   |
| Batting            | Batting    | Batting | Batting | Batting | Batting | Batting | Batting | Batting |
| Spieler            | Mannschaft | Spiele  | Innings | Runs    | Average | HS      | 100s    | 50s     |
| ------------------ | ---------- | ------- | ------- | ------- | ------- | ------- | ------- | ------- |
| Henry Wood         | England    | 1       | 1       | 134     | –       | 134*    | 1       | 0       |
| William Chatterton | England    | 1       | 1       | 48      | 48,00   | 48      | 0       | 0       |
| Frank Hearne       | Südafrika  | 1       | 2       | 47      | 23,50   | 47      | 0       | 0       |
| Walter Read        | England    | 1       | 1       | 40      | 40,00   | 40      | 0       | 0       |
| Jack Hearne        | England    | 1       | 1       | 40      | 40,00   | 40      | 0       | 0       |
| Bowling            |            |         |         |         |         |         |         |         |
| Spieler            | Mannschaft | Spiele  | Overs   | Wickets | Average | BBI     | 5W      | 10W     |
| J. J. Ferris       | England    | 1       | 54.2    | 13      | 7,00    | 7/37    | 2       | 1       |
| Doug Pougher       | England    | 1       | 21.0    | 3       | 8,66    | 3/26    | 0       | 0       |
| Dante Parkin       | Südafrika  | 1       | 26.0    | 3       | 27,33   | 3/82    | 0       | 0       |
| Fred Martin        | England    | 1       | 24.3    | 2       | 19,50   | 2/39    | 0       | 0       |
| Frank Hearne       | Südafrika  | 1       | 12.2    | 2       | 20,00   | 2/40    | 0       | 0       |
| Charles Mills      | Südafrika  | 1       | 28.0    | 2       | 41,50   | 2/83    | 0       | 0       |